# Brad Bridgewater
Brad Michael Bridgewater (29 marzo 1973) è un ex nuotatore statunitense.
Specializzato nel dorso ha vinto la medaglia d'oro nei 200 m dorso alle Olimpiadi di Atlanta 1996.

## Palmarès
- Giochi olimpici

Atlanta 1996: oro nei 200m dorso.
- Mondiali in vasca corta

Atene 2000: argento nei 200m dorso.
- Giochi PanPacifici

Fukuoka 1997: bronzo nei 200m dorso
- Giochi panamericani

Mar del Plata 1995: oro nei 200m dorso.